# Ким (Саратовская область)
Ким — поселок в Калининском районе Саратовской области. Входит в состав сельского поселения Ахтубинское муниципальное образование. 

## География
Находится на расстоянии примерно 8 километров на запад-северо-запад от районного центра города Калининска.

## История
Официальная дата основания 1724 год.

## Население
Постоянное население составило 166 человек (русские 94%) в 2002 году, 121 в 2010.